# Republika Alby (1944)
Republika Alby (wł. Repubblica di Alba) – krótkotrwale istniejące państwo–miasto założone w Albie we Włoszech przez włoskich partyzantów. Funkcjonowało w okresie od 10 października do 2 listopada 1944 roku, zlikwidowane przez faszystów.